# Jorge Néstor Vera
Jorge Néstor Vera es un arquitecto argentino, que se desempeñó como gobernador del Territorio Nacional de la Tierra del Fuego, Antártida e Islas del Atlántico Sur de forma interina entre mayo y julio de 1984.

## Biografía
Arquitecto de profesión, creció en Buenos Aires. Fue designado Ministro de Obras y Servicios Públicos del Territorio Nacional de la Tierra del Fuego, Antártida e Islas del Atlántico Sur por el gobernador Ramón Alberto Trejo Noel, quien fuera su amigo en la juventud, en diciembre de 1983.

### Gobernador de Tierra del Fuego
Quedó de forma interina como gobernador del territorio el 17 de mayo de 1984, luego del accidente aéreo en Ushuaia donde falleciera el gobernador Trejo Noel, su esposa y funcionarios, entre ellos dos ministros y dos secretarios de la gobernación.
El 22 de mayo anunció a su gabinete, conformado por varios subsecretarios que había designado Trejo Noel. Ante una negativa de permanecer en el cargo, fue sucedido como gobernador en el mes de julio por Adolfo Luis Sciurano, designado por el presidente Raúl Alfonsín.
Durante su breve mandato, suscribió un acuerdo con los gobernadores de las provincias de Santa Cruz, Río Negro y La Pampa para constituir la «Lotería del Sur».